# Belägringen av Azekah
Belägringen av Azekah var ett slag mellan det assyriska imperiet och Juda rike 701 f.Kr. Det var det första kända slaget i Sanheribs kampanj mot Juda.

## Bakgrund
När Sanherib kom till makten i Assyrien slutade flera av de levantinska vasallstaterna att betala tribut till assyrierna, detta i ett steg mot självständighet. Sanherib begav sig ut för att krossa de upproriska staterna och efter att ha besegrat kungadömet Ekron vända han mot Juda som var den sista vasallstaten som inte kuvats. På väg mot Jerusalem kom den assyriska armén till Azekah som var en befäst stad på en kulle och en av Juda rikes viktigaste städer. De beslutade sig därmed för att försöka inta staden. 

## Slaget

### Den assyriska armén
Den assyriska armén var under det sena 700-talet f.Kr. den mest avancerade och vältränade armén i Mellanöstern. Armen var i huvudsak uppdelad i tre delar bestående av:
- Infanteri: bestående av närstridssoldater bärandes spjut och sköldar och bågskyttar, infanteriet använde sig även av legoknektar beväpnade med slungor. Det assyriska infanteriet var disciplinerat och vältränat. De hade tränats att samverka med militäringenjörer som skötte belägringsmaskinerna för att snabbt kunna inta städer.
- Kavalleri: Bestående av rustat närstridskavalleri med spjut och beridna bågskyttar som kunde plåga fiendens flanker med snabba manövrar. Det assyriska kavalleriet ansågs under perioden ha varit den bästa i Mellanöstern.
- Stridsvagnar: Assyrierna hade stridsvagnar men förlitade sig mindre på dem än tidigare civilisationer i Mellanöstern. Stridsvagnarna användes för snabba anfall över slättland men var inte i bruk under belägringar.

### Den judiska armén
Den Judiska armén på det sena 700-talet f.Kr. hade endast ett fåtal ryttare och stridsvagnar. Infanteriet bestod av närstridssoldater med spjut och sköld och bågskyttar men dessa var milismän som nästan helt saknade militär träning. De enda professionella soldaterna i armén var adelsmännen och legoknektar vars lojalitet var tveksam under de bästa av omständigheter. Armén i sig hade inte tränats för att strida som en enhet och var dessutom långt mindre än den assyriska armén.

### Slaget
Slaget i sig beskrivs endast kort i Sanheribs skrifter. Enligt dem skall assyrierna först ha använt murbräckor för att riva ett hål i Azekahs murar och efter det uppstod en närstridskamp mellan de assyriska och de judiska infanterisoldaterna vid den raserade muren. Slaget skall ha avslutats genom att Sanherib sände in sitt närstridskavalleri vars anstormning fick judarna att fly. De assyriska soldaterna intog sedan staden som plundrades och brändes innan Sanherib och hans armé tågade vidare mot Jerusalem. Nästa slag skulle komma att bli belägringen av Lachish.

## Galleri

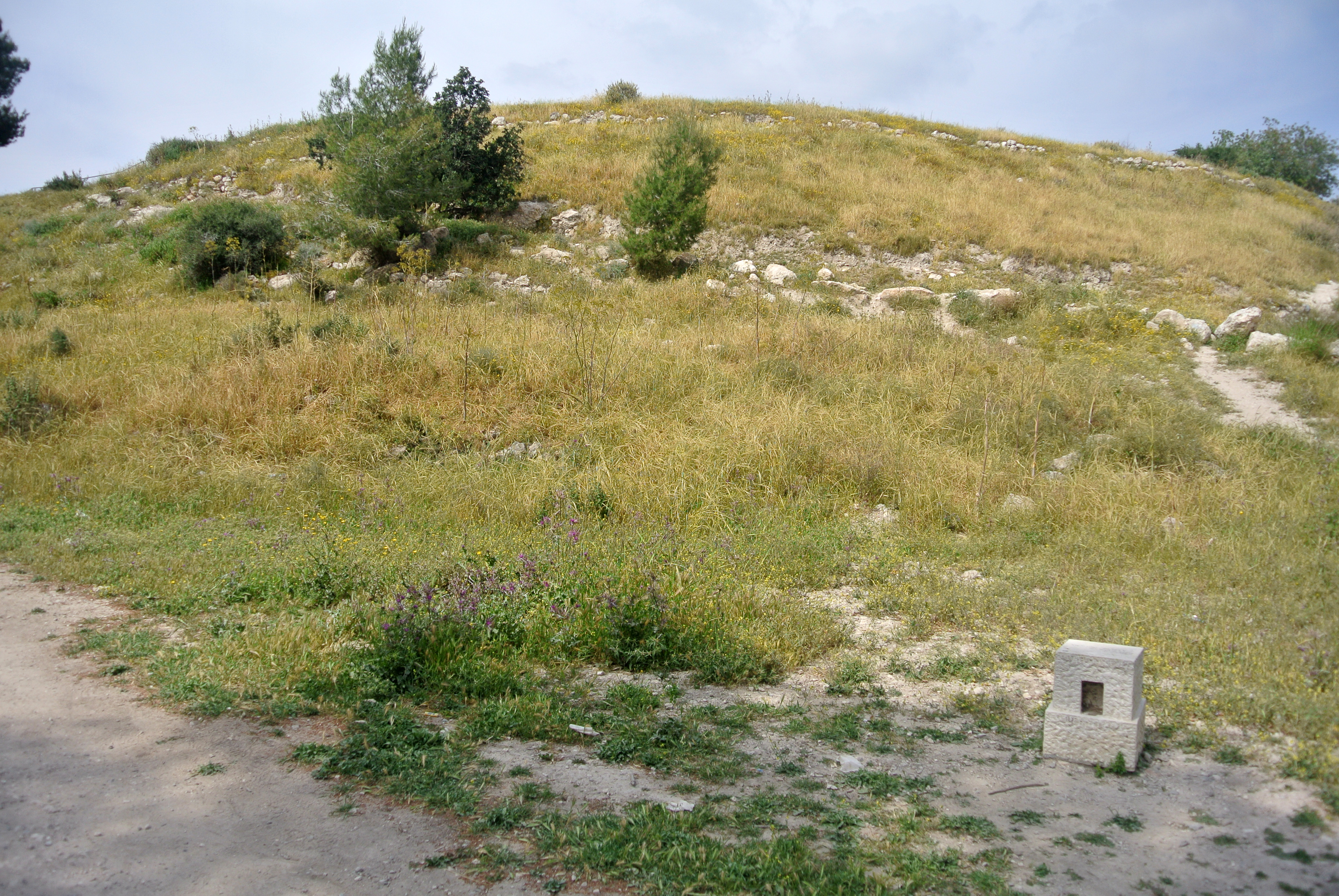
Kullen som Azekah låg på.
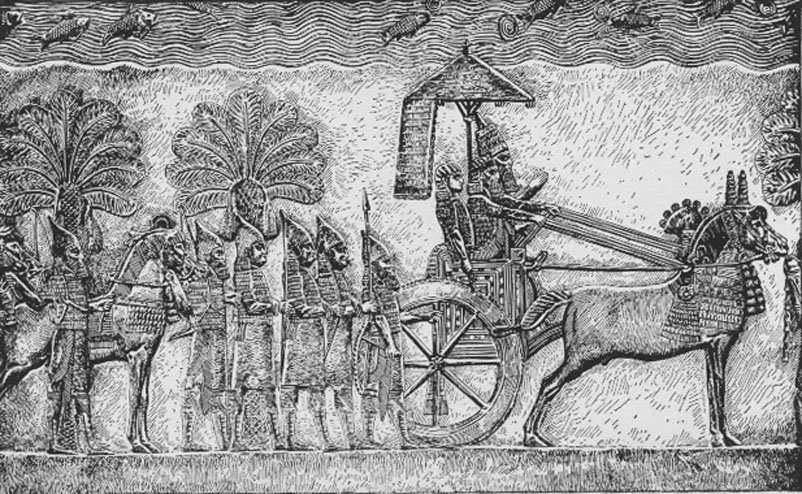
Sanherib framför sin arme, Assyrisk relief.
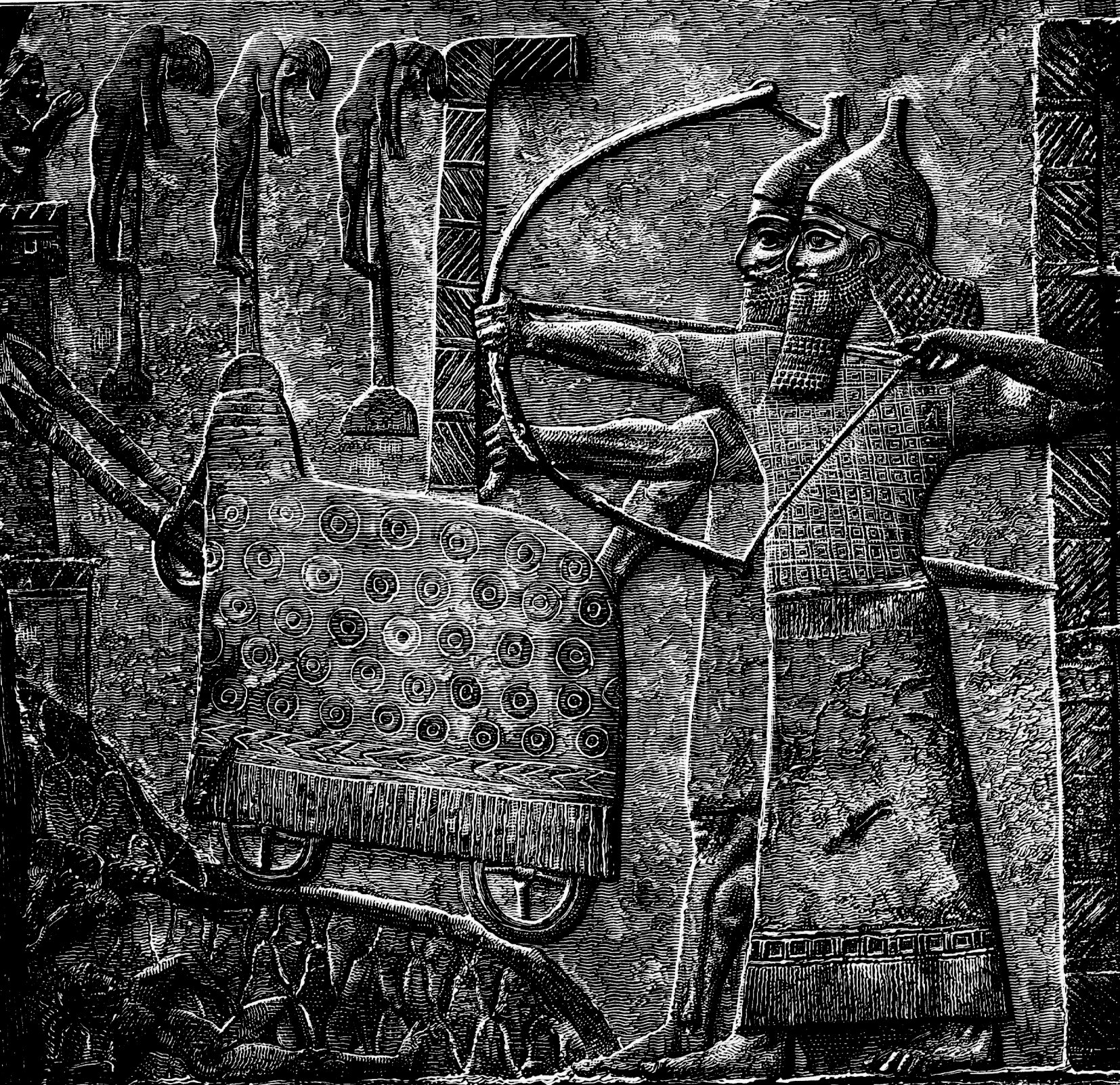
Assyriska trupper med belägringsvapen. Relief från Tiglath-Pileser II:s tid.
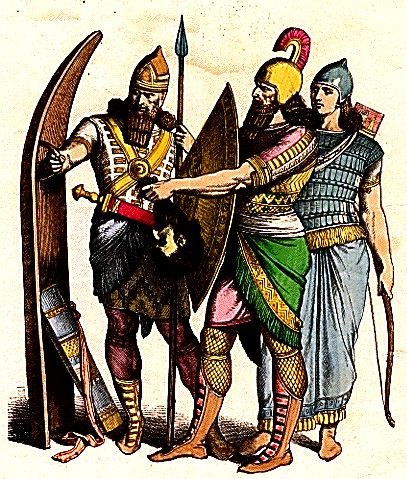
Modern avbildning av hur assyriska soldater sannolikt såg ut. Baserad på assyriska reliefer.
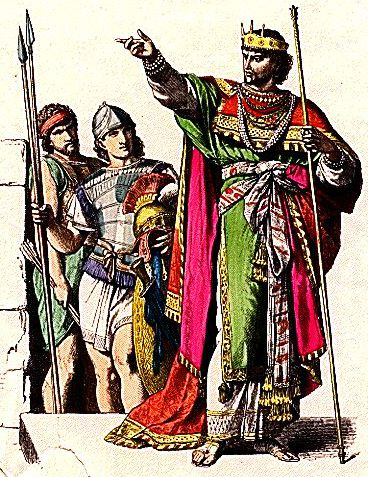
Modern avbildning av hur judiska trupper förmodas ha sett ut. Judisk kung avbildad längst fram.